# 郭本禹
郭本禹（1964年3月—），安徽肥西人，中国心理学会理事，南京师范大学教授。

## 生平
1988年本科毕业于安徽师范大学，1990年获南京大学硕士学位，1993年于南京师范大学获博士学位并留校任教。现任南京师范大学心理学院教授、博士生导师。

## 学术贡献
主要从事理论心理学、心理学史和德育心理学的研究工作。主持教育部人文社会科学重点研究基地重大项目等课题多项。曾获江苏省高等教育教学成果一等奖、江苏省哲学社会科学优秀成果一等奖等奖励多项。

## 社会兼职
中国心理学会理事、理论心理学和心理学史专业委员会副主任，中国社会心理学会理事，全国维果茨基研究会理事。

## 著作
- 《西方心理学史（修订版）》（2007年，人民卫生出版社）
- 《自我效能理论及其应用》（2008年，上海教育出版社）
- 《中国心理学经典人物及其研究》（2009年，安徽人民出版社）
- 《经验的描述——意动心理学》（2009年，山东教育出版社）
- 《行为的调控——行为主义心理学（上、下）》（2009年，山东教育出版社）
- 《潜意识的意义——精神分析心理学》（2009年，山东教育出版社）
- 《精神分析发展心理学》（2009年，福建教育出版社）
- 《自我心理学：斯皮茨、玛勒、雅克布森研究》（2011年，福建教育出版社）
- 《阿德勒：个体心理学的创立者》（2012年，广东教育出版社）
- 《心理学史一代宗师——高觉敷传》（2012年，南京师范大学出版社）